# Perl Object Environment
Perl Object Environment（POE）是一個Perl語言的模組，由Rocoo Caputo撰寫。POE一開始的開發目標是成為一個永久性的物件伺服器和執行時期環境。但現在 POE 已經成為一個汎用型多任務、事件驅動的網路框架。

## POE的架構

### 事件層
The Event Layer

### 輸入輸出層
The I/O Layer

### 檔案層
The File Layer

## 外部連結
- POE專案網站（页面存档备份，存于）